# Hornnes kommun
Hornnes kommun (norska: Hornnes kommune) var en kommun i Aust-Agder fylke i södra Norge. Kommunen omfattade den västra delen av nuvarande Evje og Hornnes kommun. Byn Hornnes utgjorde kommunens centralort.

## Administrativ historik
Hornnes kommun upprättades den 1 januari 1886 när den dåvarande kommunen Hornnes og Iveland delades i två och de båda kommunerna Hornnes respektive Iveland bildades. Kommunen hade 1 113 invånare vid upprättandet.
Den 1 januari 1960 gick Hornnes kommun, tillsammans med Evje kommun, upp i den då nybildade Evje og Hornnes kommun. Kommunens hade då 1 280  invånare.